# Castrignano de' Greci
Castrignano de' Greci là một đô thị và thị xã của Ý. Đô thị này thuộc tỉnh Lecce trong vùng Apulia. Castrignano de' Greci có diện tích 9 km2, dân số theo ước tính năm 2005 của Viện thống kê quốc gia Ý là 4107 người. Đây là một trong 9 thị xã của Grecìa Salentina.
Các đơn vị dân cư:
Đô thị Castrignano de' Greci giáp với các đô thị: